# Santa Scorese
Santa Scorese (née le 6 février 1968 à Bari – morte le 16 mars 1991) est une servante de Dieu. Elle est considérée par l'Église comme martyre de la pureté.

## Biographie
À 15 ans, elle est volontaire à la Croix-Rouge italienne. Elle participe activement à la vie du mouvement Gen 2 (Génération nouvelle) de Chiara Lubich. Elle fréquente assidûment l’institut des Missionnaires de l'Immaculée du père Kolbe à Palese - Macchie (it), un quartier de Bari. À Palo del Colle, où elle déménage en 1987, elle soigne les enfants malades. Elle décide de se rendre complètement disponible à sa foi. Elle obtient son diplôme de fin d’études littéraires au lycée classique « Orazio Flacco ». Puis, elle s’inscrit à l’université en Pédagogie. 
En 1988, un jeune psychopathe la suit partout, en la soumettant à une cour obsessionnelle et préoccupante.
Santa est obligée de se faire accompagner partout. Malgré ses précautions, tard dans la soirée du vendredi 15 mars 1991, cet homme l’attend à la porte de son logement et la poignarde. Elle a 23 ans.

## Vénération
Dimanche 5 avril 1998, au cours de la célébration de la XIIIe journée mondiale de la Jeunesse, Monseigneur Mariano Magrassi, archevêque de Bari, a annoncé officiellement l'ouverture de l'enquête diocésaine pour la cause de béatification de Santa Scorese. Celle-ci s'est terminée le 7 septembre 1999 et a été consignée à Rome le 18 octobre 1999, par la Congrégation pour les causes des saints où Don Vito Bitetto est postulateur.

## Ses écrits
Les écrits de Santa Scorese ont été rassemblés en 2000 par Giuseppe Micunco, ils comportent :
- Il Diario : compilation des réflexions spirituelles de Santa Scorese écrites entre août 1986 et août 1989.
- lettere : les lettres qu'il a été possible de récupérer, correspondance avec ses amis et ses confesseurs.
- Autres écrits spirituels, annotations sur les livres religieux qu'elle lisait.

Le tout ayant été rassemblé dans un volume intitulé L'attirerò a me

## Citation
De Santa Scorese :
« J’ai reçu un grand don dans la vie: connaître Marie !  En plus du modèle de femme que tu es, Marie, aide-moi à te prendre aussi comme modèle de sainteté ».